# 加藤月叟
加藤 月叟（かとう げっそう、1952年 - 2020年4月30日）は、日本の臨済宗の僧。諱は義観（ぎかん）。室号は蒼龍窟（そうりゅうくつ）。

## 来歴
福井県に生まれる。
1978年（昭和53年）、東京都練馬区の廣徳寺・福富雪底の下で得度した。翌年に圓福僧堂に掛搭し、西片擔雪のもと、法統を継ぐ。
1993年（平成5年）、大徳寺派下生庵（滋賀県）の住職となる。1998年（平成10年）、圓福寺（京都府八幡市）に転住し、僧堂師家に就任した。同寺では本堂・庫裏の再建を手がけ、2003年（平成15年）に落慶した。
2005年（平成17年）、妙心寺の第七百一世住持となる歴住開堂式をおこなう。2011年（平成23年）、海清寺に転住した。
2020年（令和2年）4月30日に遷化した。